# Vítor Loureiro Issler
Vítor Loureiro Issler (Passo Fundo, 12 de março de 1901 – Brasília, 20 de setembro de 1974) foi um político brasileiro.
Filho de Artur Schell Issler e de Josefina Loureiro Issler. Casou com Maria Célia Magalhães Issler.
Nas eleições de outubro de 1950 candidatou-se a deputado federal pelo Rio Grande do Sul pelo Partido Trabalhista Brasileiro (PTB), obtendo a segunda suplência, assumindo o cargo entre julho e dezembro de 1952. Nas eleições estaduais no Rio Grande do Sul em 1954 foi eleito deputado federal, iniciando seu mandato em fevereiro de 1955. Foi reeleito nas eleições estaduais no Rio Grande do Sul em 1958. Interrompeu seu mandato de maio de 1960 a abril do ano seguinte para exercer as funções de secretário da Fazenda do Rio Grande do Sul, no governo de Leonel Brizola.
Reeleito novamente nas eleições estaduais no Rio Grande do Sul em 1962. Com a extinção dos partidos políticos pelo Ato Institucional Número Dois e a posterior instauração do bipartidarismo, filiou-se ao Movimento Democrático Brasileiro (MDB), em cuja legenda reelegeu-se novamente nas eleições estaduais no Rio Grande do Sul em 1966 e eleições estaduais no Rio Grande do Sul em 1970.
Foi presidente do Sindicato do Mate Rio-Grandense e do Instituto Interestadual do Mate, em Santa Catarina, e membro das juntas deliberativas do Instituto Nacional do Mate e do Instituto Nacional do Pinho.

## Publicações
- Estrada do trigo, 1956